# Los Peregrinos de Useras
Los Peregrinos de Useras (Els Pelegrins de les Useres en valenciano) es una fiesta de carácter religioso que se celebra anualmente en la localidad española de Useras, Castellón, el último viernes de abril. Se trata de una peregrinación de 28 kilómetros con un desnivel de 1000 metros que se inicia a las 7a.m.
y finaliza en el santuario de San Juan de Peñagolosa.
Los peregrinos, vestidos con túnicas azules, deben recorrer esta senda tomándose unas pocas paradas para alimentarse y oír misa. Algunos tramos los realizan descalzos. Finalizando la peregrinación, que se realiza en silencio u orando, deben dormir en la cova dels Pelegrins y, al día siguiente, retornar al pueblo.
Si bien los peregrinos son siempre en número de 13 y elegidos entre los vecinos del pueblo mediante un proceso de selección estricto, también pueden sumarse espontáneos, los cuales deben ir detrás de estos y en silencio.

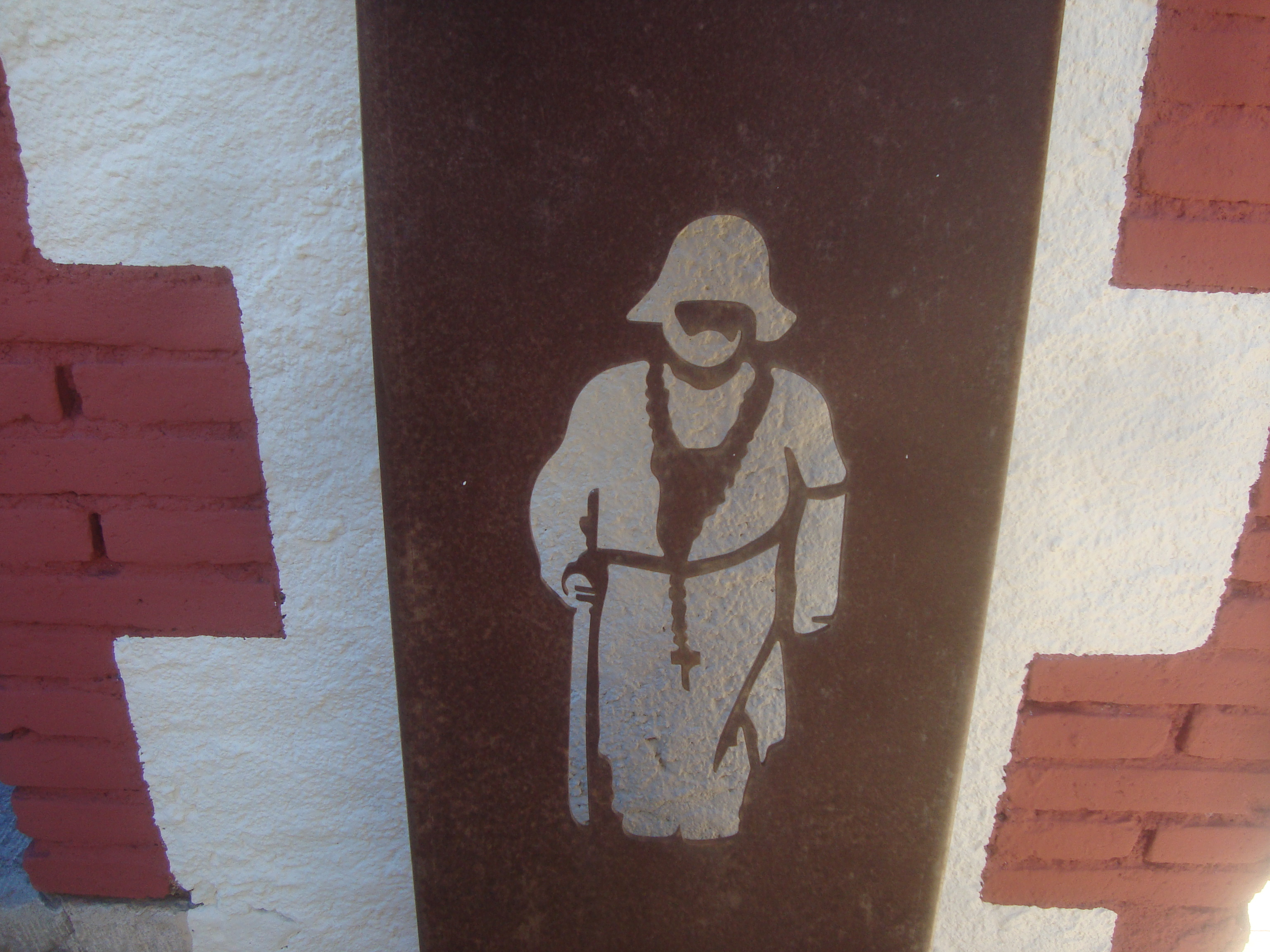
Iconografía dels Pelegrins de les Useres.

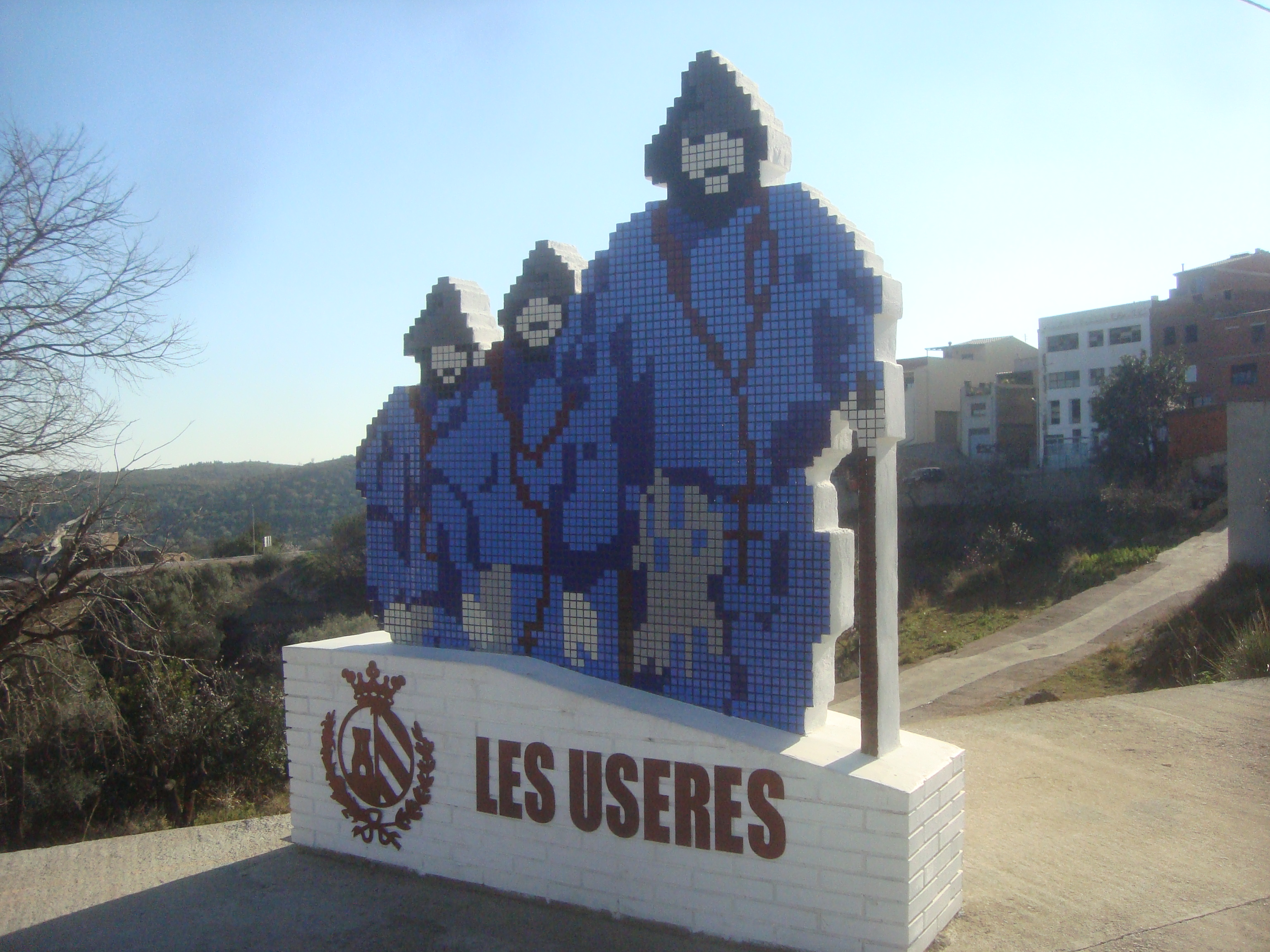
Iconografía dels Pelegrins de les Useres.